# Caupolicana ochracea
Caupolicana ochracea är en biart som först beskrevs av Heinrich Friese 1906.  Caupolicana ochracea ingår i släktet Caupolicana och familjen korttungebin. Inga underarter finns listade.